# محمد فتحي المقداد

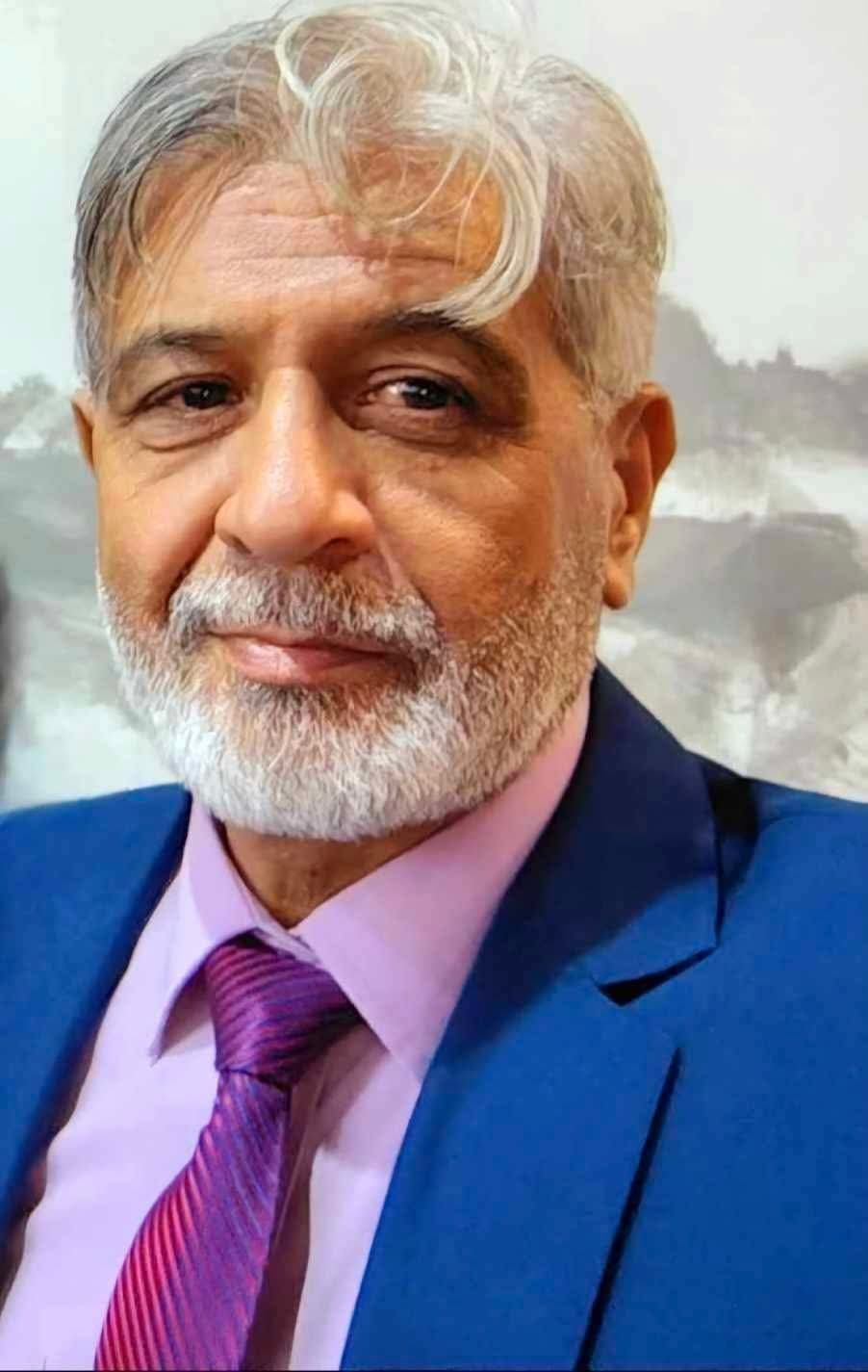
محمد فتحي المقداد

محمد فتحي المقداد هو روائي وناقد أدبي وباحث ثقافي سوري يقيم في الأردن حاليا. يشتهر بإنتاجه الأدبي الغزير الذي يشمل الرواية، القصة القصيرة، المقالة، وأدب التراث. يشغل منصب رئيس تحرير موقع "آفاق حرة"، وهو عضو في عدد من روابط الكتاب في العالم العربي. تتناول أعماله موضوعات المنفى، والحرب، والذاكرة، وحياة السوريين في الشتات. من أشهر اعماله رواية الطريق الى الزعتري. حصل على جائزة ناجي نعمان الأدبية الدولية عن روايته "بنسيون الشارع الخلفي" في شهر مايو ٢٠٢٥.

## النشأة والتعليم
ولد محمد فتحي المقداد عام 1964 في مدينة بصرى الشام بمحافظة درعا جنوب سوريا. عمل في مهنة الحلاقة إلى جانب نشاطه الثقافي، وهو أمر يراه جزءًا من هويته المتجذرة في الحياة اليومية. انتقل لاحقًا إلى الأردن بعد بدء الحرب الأهلية في سوريا حيث واصل مسيرته الأدبية. المقداد ذو دراسة ذاتية منذ صغره.

## المسيرة الأدبية
انضم محمد المقداد إلى:
- اتحاد الكتاب السوريين الأحرار

- اتحاد الكتاب الأردنيين
- رابطة الكتاب السوريين في باريس
- البيت الثقافي العربي في الأردن

كما شارك في إعداد موسوعة أدبية بعنوان "دليل آفاق حرة للأدباء والكتاب العرب" بخمسة أجزاء بالتعاون مع الكاتب الأردني محمد حسين الصوالحة.

## أعمال مختارة

### الروايات
- شاهد على العتمة (2015)
- دوامة الأوغاد (2016)
- الطريق إلى الزعتري (2018)
- فوق الأرض (2019)
- سكلمة (مقدمة لجائزة كتارا)
- خيمة في قصر بعبدا (قيد الطبع)
- خلف الباب (قيد الطبع)
- بنسيون الشارع الخلفي (قيد الطبع)
- بين بوابتين
- تراجانا
- دع الأزهار تتفتح
- الرائي لديه اعمال اخرى قيد الانشاء

### قصص ومقالات أدبية
- بتوقيت بصرى (2020)
- زوايا دائرية
- رؤوس مدببة
- دقيقة واحدة
- قيل وقال
- تغاريد (خواطر تويترية)

### خواطر ونقد أدبي
- أقوال غير مأثورة
- بلا مقدمات
- على قارعة خاطر
- إضاءات أدبية
- صريف الأقلام
- قراءات في الأدب الأردني الحديث
- قراءات روائية في الأدب العالمي
- قراءات في الأدب العربي الحديث
- قراءة في رواية 1Q84 لهاروكي موراكامي

### أعمال تراثية وثقافية
- الكلمات المنقرضة من اللهجة الحورانية
- الوجيز في الأمثال الحورانية
- جدي المقداد (عن الصحابي المقداد بن عمرو)

### حوارات وأعمال مشتركة
- حوارات في المنفى
- حوارات سورية في المنفى
- على كرسي الاعتراف
- قراءات أدبية سورية ولبنانية
- قراءات في الأدب العربي الأفريقي
- المحرر الثقافي (جزآن)
- فضاءات محمد إقبال حرب الأدبية
- الدر المكين في كتاب المساكين (للرافعي)
- كتاب حول تجربة محمد زعل السلوم

## دراسات أكاديمية
تناولت عدة رسائل جامعية وأبحاث أكاديمية أعماله، منها:
- بحث ماجستير عن "دوامة الأوغاد" (جامعة مؤتة)
- أطروحة دكتوراه عن "الطريق إلى الزعتري" (جامعة مؤتة)
- دراسة عن صورة المرأة في الرواية السورية زمن الحرب
- دراسة بعنوان "كورونا منعطف جديد" عن مجموعة "قربان الكورونا"
- دراسة مقارنة حول الجملة المشهدية في الشعر والرواية

## الإعلام والتكريم
شارك في العديد من الفعاليات الثقافية في سوريا والأردن، وظهر في مقابلات تلفزيونية على قنوات مثل: أورينت ، والعربي ، والرافدين ، والحوار ، وسوريا ، وغيرها. كما أنه مساهم في العديد من المواقع الإلكترونية والمنشورات الأدبية.